# Mistrzostwa Polski w Kajakarstwie 2005
67. Mistrzostwa Polski seniorów w kajakarstwie – odbyły się w dniach 3 - 4 września 2005 roku w Poznaniu.  

## Medaliści

### Mężczyźni

#### Kanadyjki
| Konkurencja | Złoto                                                                           | Czas     | Srebro                                          | Czas     | Brąz                                              | Czas     |
| C-1 200 m   | Adam Ginter (Spójnia Warszawa)                                                  | 42,366   | Roman Rynkiewicz (AZS AWF Gorzów)               | 42,612   | Wojciech Tyszyński (Victoria Sztum)               | 43,410   |
| C-1 500 m   | Michał Śliwiński (Spójnia Warszawa)                                             | 1:53,190 | Roman Rynkiewicz (AZS AWF Gorzów)               | 1:53,280 | Paweł Skowroński (Posnania)                       | 1:56,310 |
| C-1 1000 m  | Marcin Grzybowski (Feniks Lublin)                                               | 4:00,780 | Roman Rynkiewicz (AZS AWF Gorzów)               | 4:01,416 | Wojciech Tyszyński (Victoria Sztum)               | 4:02,394 |
| C-2 200 m   | Paweł Baraszkiewicz Daniel Jędraszko (Posnania)                                 | 38,518   | Michał Gajownik Andrzej Jezierski (Posnania)    | 38,860   | Michał Śliwiński Adam Ginter (Spójnia Warszawa)   | 39,214   |
| C-2 500 m   | Michał Gajownik Andrzej Jezierski (Posnania)                                    | 1:45,416 | Łukasz Gros Tomasz Rynkiewicz (AZS AWF Gorzów)  | 1:47,270 | Arkadiusz Toński Marcin Krzysztofik (OKS Olsztyn) | 1:47,498 |
| C-2 1000 m  | Paweł Skowroński Paweł Baraszkiewicz (Posnania)                                 | 3:38,866 | Michał Śliwiński Adam Ginter (Spójnia Warszawa) | 3:40,300 | Marcin Krzysztofik Arkadiusz Toński (OKS Olsztyn) | 3:44,902 |
| C-4 200 m   | Posnania Paweł Baraszkiewicz Daniel Jędraszko Andrzej Jezierski Michał Gajownik | 35,559   | AZS AWF Gorzów                                  | 37,725   | OKS Olsztyn                                       | 38,343   |
| C-4 500 m   | Posnania Paweł Baraszkiewicz Daniel Jędraszko Andrzej Jezierski Michał Gajownik | 1:35,994 | AZS AWF Gorzów                                  | 1:38,376 | OKS Olsztyn                                       | 1:39,498 |
| C-4 1000 m  | Posnania Paweł Skowroński Paweł Baraszkiewicz Michał Gajownik Andrzej Jezierski | 3:33,842 | AZS AWF Gorzów                                  | 3:36,962 | Posnania II                                       | 3:38,515 |

#### Kajaki
| Konkurencja | Złoto                                                                       | Czas     | Srebro                                             | Czas     | Brąz                                              | Czas     |
| K-1 200 m   | Tomasz Mendelski (OKS Olsztyn)                                              | 36,396   | Rafał Głażewski (MKKS Gorzów)                      | 37,182   | Tomasz Górski (OKS Olsztyn)                       | 37,284   |
| K-1 500 m   | Rafał Głażewski (MMKS Gorzów)                                               | 1:42,215 | Tomasz Nowak (MKKS Gorzów)                         | 1:43,319 | Przemysław Gawrych (Posnania)                     | 1:43,439 |
| K-1 1000 m  | Adam Seroczyński (OKS Olsztyn)                                              | 3:32,778 | Krzysztof Łuczak (Posnania)                        | 3:34,800 | Robert Krawiec (Baza Mrągowo)                     | 3:35,586 |
| K-2 200 m   | Marek Twardowski Adam Wysocki (Sparta Augustów)                             | 34,161   | Sylwester Pawlak Robert Smetsz (Zawisza Bydgoszcz) | 34,677   | Remigiusz Leńczyk Daniel Walerczuk (WTW Warszawa) | 35,079   |
| K-2 500 m   | Marek Twardowski Adam Wysocki (Sparta Augustów)                             | 1:32,842 | Tomasz Żądło Paweł Baumann (Zawisza Bydgoszcz)     | 1:33,736 | Tomasz Olszewski Dawid Wardowicz (Posnania)       | 1:34,456 |
| K-2 1000 m  | Marek Twardowski Adam Wysocki (Sparta Augustów)                             | 3:20,749 | Konrad Mintura Tomasz Nowak (MKKS Gorzów)          | 3:22,495 | Remigiusz Leńczyk Daniel Walerczuk (WTW Warszawa) | 3:24,139 |
| K-4 200 m   | Sparta Augustów Marek Twardowski Adam Mileczyk Emil Hryńko Adam Wysocki     | 32,198   | Posnania                                           | 32,714   | Zawisza Bydgoszcz                                 | 32,948   |
| K-4 500 m   | Zawisza Bydgoszcz Sylwester Pawlak Robert Smetsz Tomasz Żądło Paweł Baumann | 1:23,793 | OKS Olsztyn                                        | 1:24,927 | Posnania                                          | 1:25,143 |
| K-4 1000 m  | Zawisza Bydgoszcz Sylwester Pawlak Robert Smetsz Tomasz Żądło Paweł Baumann | 3:00,842 | Posnania                                           | 3:02,192 | Posnania II                                       | 3:03,584 |

### Kobiety

#### Kajaki
| Konkurencja | Złoto                                                                                      | Czas     | Srebro                                                   | Czas     | Brąz                                                       | Czas     |
| K-1 200 m   | Monika Borowicz (Posnania)                                                                 | 43,432   | Aneta Konieczna (Posnania)                               | 43,498   | Dorota Kuczkowska (Spójnia Warszawa)                       | 44,452   |
| K-1 500 m   | Monika Borowicz (Posnania)                                                                 | 1:56,196 | Dorota Kuczkowska (Spójnia Warszawa)                     | 1:57,888 | Małgorzata Latoszek (Spójnia Warszawa)                     | 1:57,990 |
| K-1 1000 m  | Joanna Skowroń (MKKS Gorzów)                                                               | 4:03,865 | Małgorzata Chojnacka (Posnania)                          | 4:05,761 | Barbara Przybylska (Feniks Lublin)                         | 4:08,815 |
| K-2 200 m   | Aneta Konieczna Monika Borowicz (Posnania)                                                 | 39,771   | Dorota Kuczkowska Patrycja Horodyńska (Spójnia Warszawa) | 42,039   | Aneta Szuk Agnieszka Pawlicka (Posnania)                   | 42,531   |
| K-2 500 m   | Joanna Skowroń Karolina Głażewska (MKKS Gorzów)                                            | 1:43,671 | Aneta Białkowska Aneta Konieczna (Posnania)              | 1:44,661 | Beata Mikołajczyk Sandra Pawełczyk (Łączność Bydgoszcz)    | 1:45,571 |
| K-2 1000 m  | Beata Mikołajczyk Sandra Pawełczak (Łączność Bydgoszcz)                                    | 3:43,310 | Aneta Białkowska Iwona Pyżalska (Posnania)               | 3:47,254 | Aleksandra Studzińska Małgorzata Czajczyńska (MKKS Gorzów) | 4:04,090 |
| K-4 200 m   | Posnania Monika Borowicz Małgorzata Chojnacka Aneta Białkowska Iwona Pyżalska              | 37,483   | MKKS Gorzów                                              | 37,531   | Spójnia Warszawa                                           | 39,715   |
| K-4 500 m   | Posnania Aneta Białkowska Aneta Konieczna Iwona Pyżalska Małgorzata Chojnacka              | 1:35,698 | MMKS Gorzów                                              | 1:37,180 | Spójnia Warszawa                                           | 1:39,022 |
| K-4 1000 m  | MKKS Gorzów Karolina Głażewska Aleksandra Studzińska Izabela Pituła Małgorzata Czajczyńska | 3:31,900 | Spójnia Warszawa                                         | 3:32,686 | Posnania                                                   | 3:34,366 |